# Rothorn (Laggintal, Simplon)
Rothorn är en bergstopp i Schweiz.   Den ligger i distriktet Brig och kantonen Valais, i den södra delen av landet, 100 km sydost om huvudstaden Bern. Toppen på Rothorn är 3 108 meter över havet, eller 87 meter över den omgivande terrängen. Bredden vid basen är 0,23 km.
Terrängen runt Rothorn är huvudsakligen mycket bergig. Närmaste större samhälle är Brig, 16,7 km norr om Rothorn. 
Trakten runt Rothorn består i huvudsak av gräsmarker. Trakten runt Rothorn är nära nog obefolkad, med mindre än två invånare per kvadratkilometer.